# Gioielleria Musy Padre e Figli
Musy Padre e Figli è una gioielleria e orologeria di Torino: la più antica d'Italia. La sua produzione era così preziosa e accurata che divenne rapidamente la gioielleria più apprezzata da Casa Savoia.

## Storia
La famiglia Musy era originaria di Massongy, ma il fondatore dell'azienda, Giacomo Musy, decise di lasciare il suo paese di origine per seguire un corso di formazione in oreficeria e orologeria a Ginevra, per poi stabilirsi nel 1706 a Torino, dove aprì una bottega laboratorio insieme al figlio Luigi. La prima bottega si trovava nel "Padiglione reale", ossia in un edificio che collegava Palazzo Madama a Palazzo Reale, nell'attuale piazza Castello.
Il 16 agosto 1754 Luigi Musy venne ufficialmente nominato "mastro orologiaio" e il 30 aprile 1765 lui e il fratello Claudio ottennero la patente di orologiaio da Luigi Vittorio di Savoia-Carignano, con il permesso di fregiarsi come fornitori dei Principi di Carignano. Nel 1787 ottennero lo stesso onore da Carlo Emanuele III di Savoia con il titolo di "Orefici e orologiai di Casa Savoia". Dopo la morte di Luigi, avvenuta nel 1784, la società fu gestita dal di lui figlio Pietro Nicolao, affiancato dai rispettivi figli, Carlo Luigi e Stefano Amedeo.
Il 1811 fu un anno infausto perché morì Pietro Nicolao e un terribile incendio devastò la vecchia bottega. I due figli di Pietro decisero di riorientare l'attività dell'azienda, concentrandosi sulla gioielleria e aprendo un nuovo e prestigioso negozio in via Po 1. La famiglia Musy continuò la sua attività sotto la guida dei figli di Carlo Luigi, Antonio, Giuseppe e Vincenzo, che seppero approfittare della crescita economica della città, dovuta al suo ruolo centrale di culla della nuova famiglia reale italiana.
Nel 1845 i Musy ricevettero il prestigioso incarico di assemblare un orologio per il proscenio del Teatro Carignano.
Nel 1868 l'allora principessa Margherita di Savoia incaricò la gioielleria di rimontare due bracciali, in occasione delle sue nozze con il cugino Umberto. Da quel momento la ditta Musy divenne la gioielleria di fiducia di colei che sarebbe diventata la prima regina d'Italia. Numerosi furono i gioielli creati per lei che poi entrarono a far parte dei gioielli della Corona d'Italia.
Nel 1895 alcuni membri della famiglia lasciarono la società e ad Amedeo, figlio di Antonio Musy, si affiancò un nuovo socio, Mario Roggero, anch'egli legato alla famiglia. Era il 1902 quando la ditta decide di allestire un suo padiglione all'Esposizione internazionale d'arte decorativa moderna di Torino, ottenendo tra l'altro un diploma d'onore. Nel 1925 la ditta Musy Padre e Figli ottenne la patente di fornitore della Real Casa da Vittorio Emanuele III.
La società è rimasta legata alla famiglia fino al 2011, quando l'ultimo discendente Luigi Roggero, nipote di Katie Musy, l'ha ceduta a Mario Bellitti. Il negozio fa parte della lista dei locali storici della città di Torino.

## I gioielli più famosi
- 20 aprile 1868 venne consegnata a Margherita di Savoia una Coppia di bracciali con l'aggiunta di 34 diamanti, che lei stessa aveva chiesto di rimontare. La montatura è in oro e argento con la parte centrale che può essere staccata e usata come spilla. Inoltre venne loro chiesto di comporre un grande diadema di diamanti.[7]
- 30 agosto 1868 venne consegnata la Grande spilla a forma di fiocco con pendente. Il gioiello fu realizzato con pietre di proprietà dei Savoia. Nel centro spicca un grande diamante rosa che sembra essere stato un dono del maresciallo Auguste Marmont. La spilla è composta da 679 brillanti per un peso di 143 carati.[8]
- 1883 venne creato il Gran diadema di diamanti su ordine di Umberto I per i 15 anni di matrimonio con Margherita di Savoia. Si tratta di un diadema composto da 11 volute di diamanti a cui si è aggiunto un filo di perle e undici grandi perle a goccia. Per questo prezioso diadema la regina fornì delle perle e una parure di sua proprietà. Il "Gran diadema" fu consegnato per le feste natalizie e da quel momento divenne il diadema ufficiale della regina d'Italia.[9]
- 1896 venne composto il Diadema di diamanti a cinque fioroni, su commissione di Umberto I per Elena d'Aosta, come regalo di nozze.[10]
- 1904 la regina madre commissionò il famoso Diadema di diamanti e perle componibile, in occasione della nascita del principe ereditario. La regina madre, che aveva ceduto i grandi gioielli della corona alla nuora, chiese a Musy di creare per lei un nuovo diadema con alcuni gioielli che le erano rimasti. Il nuovo gioiello aveva la particolarità di poter essere smontato, in tal modo si potevano avere 7 diademi diversi. Indossato per la prima volta in occasione del battesimo del nipote, questo gioiello straordinario fu lasciato in eredità proprio a Umberto e diventerà il diadema preferito della moglie, e ultima regina d'Italia, Maria José del Belgio[11]